# Marcel Pujalte

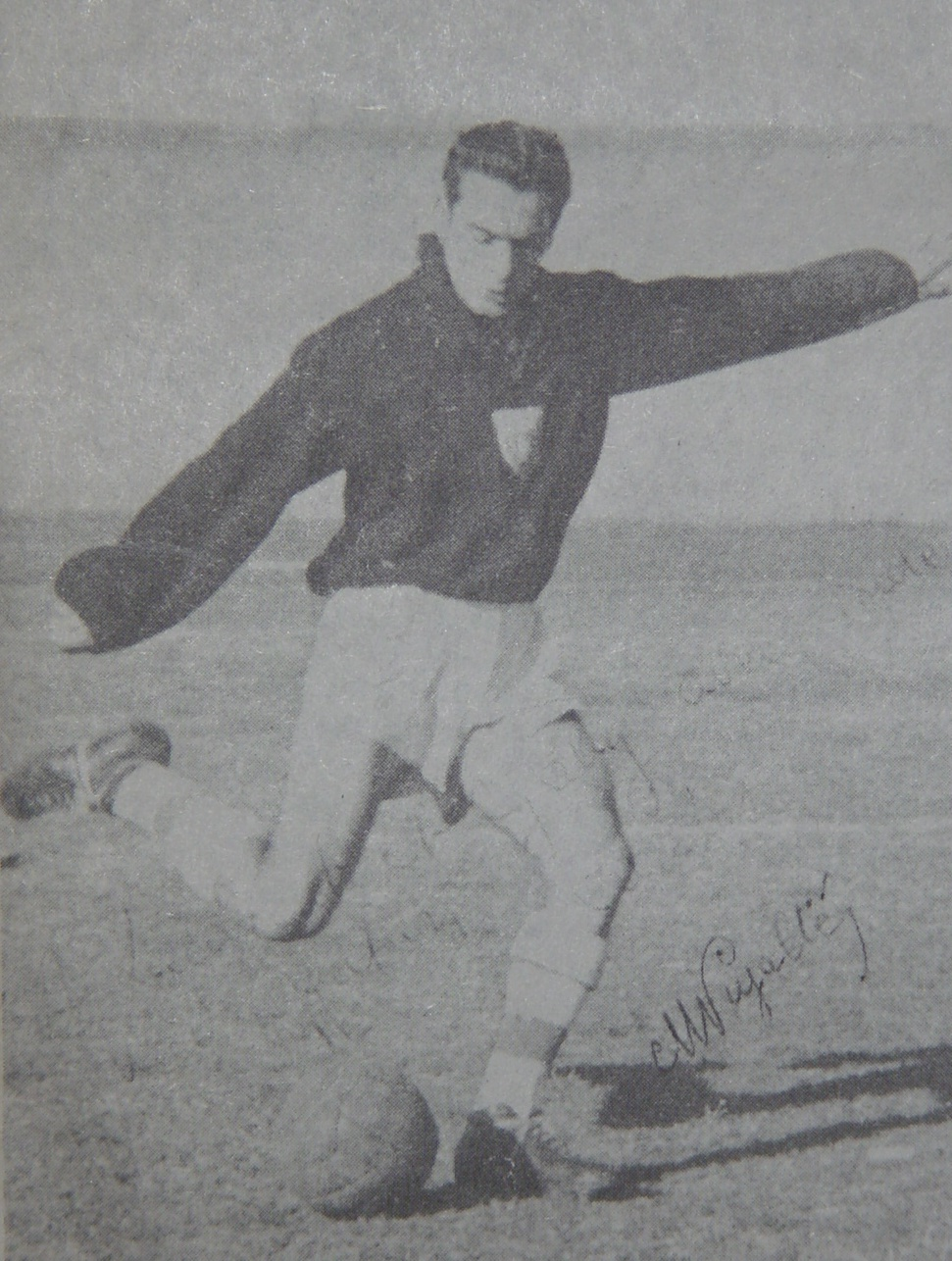
Pujalte als Spieler

Marcel Pujalte (* 27. Dezember 1920 in Tassin, heutiges Algerien; † 23. Januar 1986 in Aix-en-Provence) war ein französischer Fußballspieler.

## Karriere
Der 1,76 Meter große Pujalte begann das Fußballspielen beim Verein SC Sidi Bel Abbès im damals französisch besetzten Algerien. 1940 musste er seine Laufbahn als Amateurspieler jedoch unterbrechen, da er für Frankreich im Zweiten Weltkrieg zu kämpfen hatte. Vom 15. August 1944 an nahm er als Soldat an der Operation Dragoon teil und zählte damit zu den Truppen, die die vollständige Befreiung Frankreichs einleiteten.
Im Anschluss an den Krieg blieb Pujalte im französischen Mutterland und setzte das Fußballspielen fort, wobei er von 1946 an im Kader des Erstligisten Olympique Marseille stand. Für Marseille debütierte er am 18. August 1946 bei einer 1:4-Niederlage gegen Stade Français in der höchsten nationalen Spielklasse und somit im Profifußball. Anschließend kam der vorrangig im Mittelfeld eingesetzte Akteur zu gelegentlichen Einsätzen in einer Zeit, in der Ein- und Auswechslungen nicht möglich waren. Im Verlauf der Spielzeit 1947/48 wurde er kein einziges Mal aufgeboten und war trotz einer durchgängigen Zugehörigkeit zum Verein nicht Teil der Meistermannschaft, die 1948 den Titel nach Marseille holte. Danach änderte sich seine Situation und er konnte sich vor allem in der Rückrunde 1948/49 zunehmend im Team festsetzen. Am 21. Mai 1950 bestritt er bei einem 3:2-Erfolg gegen den SO Montpellier sein letztes von 43 Erstligaspielen für Marseille.
Im Sommer 1950 wechselte er zum in die Zweitklassigkeit abgestiegenen SO Montpellier und erhielt dort einen Stammplatz. 1952 gelang dem Klub die Rückkehr in die oberste Liga. Auch wenn Pujalte weiterhin zu den Leistungsträgern zählte, konnte er nicht verhindern, dass Montpellier 1953 als Tabellenletzter wieder abstieg; dies bedeutete zugleich das Ende seiner Laufbahn in der ersten Liga. Zwar trat er den Gang in die Zweitklassigkeit an, doch entschied er sich gegen einen Verbleib bei Montpellier und wechselte zur AS Aix. Für den Klub aus Aix lief er zwei weitere Jahre als Stammspieler auf und hatte jeweils Anteil am Klassenerhalt, ehe der damals 34-Jährige 1955 seine Profilaufbahn beendete; neben 72 Erstligapartien mit sechs Treffern war er dabei auf 130 Zweitligapartien mit zwei Toren gekommen. Später lief der 1986 verstorbene Fußballer zudem für Amateurteams aus Saint-Rémy-de-Provence und Saint-Cannat auf.